# Hans Axel de Fersen
Hans Axel von Fersen (Estocolmo, 4 de septiembre de 1755 - 20 de junio de 1810) fue un conde sueco, Mariscal del Reino de Suecia, teniente general en el Ejército Real de Suecia, edecán de Rochambeau en la Guerra de Independencia de los Estados Unidos, diplomático y estadista. Amigo y amante de la reina María Antonieta de Francia.

## En Versalles
Hijo del Mariscal de Campo Fredrik Axel de Fersen, y nieto de Hans Reinhold Fersen. En 1774, tras viajar por Europa para perfeccionar su educación, llega a la corte de Francia, donde causa gran sensación por su apostura. El conde de Creutz, embajador sueco en Francia, escribe a este respecto al rey Gustavo III:

"De todos los suecos que han estado aquí, este es el que ha sido mejor acogido en la sociedad. Ha sido extremadamente bien tratado por la familia real. Es imposible haber tenido, para con él, un comportamiento más sensato y digno. Con su gallardía y su ingenio ha logrado un éxito en la sociedad parisina".

El 30 de enero conoce a la delfina María Antonieta que estaba de incógnito en un baile de la Ópera. Vuelve a Suecia y regresa a Francia en agosto de 1779. La reina no lo ha olvidado, y toda la Corte se da cuenta de que le dedica una particular atención. Además de contar con numerosas conquistas femeninas, durante el invierno de 1779 frecuenta con asiduidad los salones de la delfina con la que tiene un trato muy familiar. 
Pero Fersen no se conforma con estos devaneos. Deseando más acción, solicita unirse al cuerpo expedicionario que parte para América. El rey de Suecia, informado por el conde de Creutz de la predilección que siente María Antonieta por Fersen, quiere evitar males mayores y nombra a Fersen ayudante de campo del conde de Vaux, que dirige las tropas, y Fersen se va, en marzo de 1780, a El Havre. 
Finalmente, la expedición no se lleva a cabo y Fersen vuelve a Versalles muy disgustado, pero está pendiente de las decisiones de Charles Gravier, conde de Vergennes y del príncipe de Montbarrey, ministro de Guerra. El 20 de enero de 1780 es nombrado coronel agregado a la infantería alemana y parte, por fin, para América, donde participa en la guerra de la Independencia americana a las órdenes del conde de Rochambeau.
Rochambeau lo tiene en mucha estima, llamándolo "su primer ayuda de campo". Se une al duque de Lauzun, que le promete el nombramiento de coronel comandante de su legión, y el marqués de Ségur le asegura, asimismo, el cargo de segundo coronel. Fersen actúa brillantemente en el asalto de Yorktown durante la batalla de Yorktown. Gracias a la intervención de María Antonieta, consigue en octubre de 1782 el cargo de segundo coronel en el regimiento del Royal-Deux-Ponts. Sin embargo, él comunica a su padre que desea quedarse en América hasta el final del conflicto y que, después, quiere entrar al servicio de Gustavo III.
Regresa de la campaña en junio de 1783 y vuelve a Versalles.  Allí consigue el favor del rey Gustavo III y de la reina, que le otorgan el Real-Sueco en absoluta propiedad. Los rumores en la corte parisina son cada vez más insidiosos. En septiembre, Fersen deja Versalles y se une a Gustavo III, que se encuentra en Italia. Sin abandonar sus conquistas, mantiene una correspondencia constante con María Antonieta.
En junio de 1784, Fersen vuelve a Versalles acompañando a Gustavo III, que viaja siempre de incógnito con el nombre de "conde de Haga". Gustavo III no tarda en gratificarlo con una renta de 20.000 libras anuales, lo que le permitirá vivir con holgura en la Corte. En julio se va a Suecia, donde permanecerá ocho meses. Cuando vuelve a Francia, se hace cargo de su regimiento, que está en Landrecies, cerca de Valenciennes, repartiendo su tiempo entre la Corte y el regimiento.
En 1787, Gustavo III está en Finlandia en guerra contra Catalina II de Rusia, y Fersen se va a acompañarlo durante unas cuantas semanas. Durante la primavera de 1789, su padre es arrestado por haber tomado partido en la defensa de los derechos de la nobleza en el conflicto que enfrenta a Gustavo III con su aristocracia tras la derrota sufrida en Finlandia. 
María Antonieta le ordena volver a París. En junio, preocupado por la reina, alquila una vivienda en Versalles. Los familiares más próximos a la realeza se muestran contrarios a que Fersen se instale tan cerca de la reina, aduciendo que esto incrementará el rencor de los cortesanos hacia ella. Fersen pasa a ser el favorito del matrimonio real.
En 1791, Fersen participa en los preparativos para la fuga a Varennes. Él mismo escolta a la familia real la noche del 20 de junio hasta Bondy, pero Luis XVI se niega a que los acompañe más allá. Fersen piensa unirse a ellos en la plaza-fuerte de Montmédy, adonde se dirige la familia real, pasando por Bélgica. Tras ser detenidos los fugitivos y devueltos a París, Fersen y María Antonieta siguen manteniendo su correspondencia. 
Se va a Viena para contar lo sucedido en la corte del Emperador y obligarlo a tomar cartas en el asunto. Pero Leopoldo II no se resuelve a actuar. Fersen se siente engañado y hace a la reina partícipe de lo que él considera una traición. Él mismo está desorientado por los rumores que le llegan acerca de Barnave, del que se dice que es el nuevo amante de la reina. Deja Viena y se va a Bruselas, donde hace a Eleonore Sullivan su amante.
En febrero de 1792 regresa a Francia y se entrevista en secreto con la reina y, después, con el rey. Quiere hacerles partícipes de su plan de evasión por Normandía. Luis XVI lo rechaza argumentando que prefiere confiar su vida en manos de una coalición monárquica extranjera antes que volver a intentar una huida. Fersen vuelve a Bruselas para preparar la coalición y, a la vez, encontrarse con su amante. Es él quien inspira el "manifiesto de Brunswick" en julio, un ultimátum del ejército austro-prusiano dirigido a los revolucionarios franceses. Fersen está convencido de que la coalición obtendrá una victoria rápida y ya piensa en un gobierno monárquico para tomar el relevo.
En 1793, después de la ejecución de Luis XVI, confía en salvar a la reina. Cree que todo es producto de las intrigas urdidas en Orleans y piensa acabar con los cabecillas del "partido de Orleans", Laclos, Santerre, o Dumouriez. Cuando Dumouriez deserta y se une a los austriacos en marzo, Fersen está convencido de que éste es el fin de los revolucionarios y que María Antonieta será pronto la regente. En agosto, cuando se entera del traslado de la reina a la Conciergerie, intenta infructuosamente convencer al príncipe de Coburgo para que ataque París. No puede impedir la ejecución de la reina el 16 de octubre de 1793.

## En Suecia
De vuelta a Suecia se consagra por completo a su carrera. En 1792 muere Gustavo III y, como todos los antiguos favoritos, Fersen cae en desgracia durante la regencia (de 1792 a 1796) de Carlos de Sodermanland, futuro Carlos XIII, hermano del difunto rey. Cuando Gustavo IV Adolfo accede al trono, Fersen recobra todos sus cargos y dignidades. En 1797, es enviado, en calidad de delegado y representando a su país, para la firma del tratado de Rastatt, pero la delegación francesa protesta y él debe retirarse. En 1801 es nombrado riksmarskalk (Gran Mariscal del Reino), ministro y canciller de Upsala, pero pierde el favor real cuando se opone firmemente a la guerra de Suecia contra Prusia, guerra que Gustavo IV quería llevar a cabo para castigar a Prusia por haberse negado en su intención de invadir Francia.
En 1809, cuando Gustavo IV es derrocado por medio de un golpe de Estado militar, Fersen no toma partido, pero todos saben de su simpatía por el príncipe Gustavo, hijo de Gustavo IV. En 1810, Cristián Augusto, duque de Augustenborg es elegido rey de Suecia, pero fallece poco después. Se rumorea que Fersen lo ha envenenado. El 20 de junio, en virtud de sus funciones como riksmarskalk, Fersen se encarga de escoltar el féretro del rey hasta Estocolmo. Una turba se abalanza contra Fersen, que muere lapidado y pisoteado, en presencia de todas las tropas que se abstienen de detener un linchamiento en toda regla. Es muy probable que estos le hubieran proporcionado, indirectamente, a Carlos XIII la forma de deshacerse de uno de los líderes gustavianos.
- Datos: Q455071
- Multimedia: Axel von Fersen the Younger / Q455071